# Breitrand
Der Breitrand oder Breitrandkäfer (Dytiscus latissimus) ist ein Käfer aus der Familie der Schwimmkäfer (Dytiscidae).

## Merkmale
Der Breitrand erreicht eine Länge von 36 bis 44 mm und ist damit der größte Vertreter der Schwimmkäfer in Europa. Mit seinen gelben Rändern und den zu Schwimmbeinen ausgebildeten Mittel- und Hinterbeinen weist er zwar Ähnlichkeit zu anderen Dytiscus-Arten wie dem Gelbrandkäfer auf, charakteristische Unterscheidungsmöglichkeit sind jedoch neben seiner Größe die tragflächenartig verbreiterten Deckflügel.

## Vorkommen
Das Verbreitungsgebiet des Breitrand befindet sich zwischen Ostfrankreich und Westsibirien, hier besiedelt der Käfer größere nährstoffarme Stillgewässer mit röhricht- und seggenriedbewachsenen Flachwasserbereichen. Darüber hinaus kommen auch Kiesgruben und Torfstichseen für die Art infrage, die aber ebenfalls über eine dichte Ufer- und Flachwasservegetation verfügen sollten. Für Deutschland liegen aktuell nur vereinzelte Nachweise in Sachsen und Brandenburg vor. Auch aus Bayern gibt es einzelne Fundmeldungen.

## Nahrung
Nahrungsgrundlage der räuberisch lebenden Art sind vor allem Insekten und Aas, jedoch werden auch kranke Fische erbeutet. 
Gesunde Fische zählen nicht zum Beutespektrum, da sowohl adulte Tiere als auch die Larven für die Jagd zu schwerfällig sind. 

## Gefährdung und Schutz
Der Breitrand ist heute in weiten Teilen Europas sehr selten geworden und ist deutschlandweit vom Aussterben bedroht (Rote Liste Status 1). Nach 1980 sind nur acht Fundorte der Art bekannt.
Gefährdet wird der Käfer vor allem durch überhöhten Fischbesatz sowie durch Entkrautung, Gewässerverbau und Nährstoffeinträge durch fischereiliche Nutzung.